# Say Anything (песня)
«Say Anything» — сингл японской метал-группы X Japan (на тот момент — X), выпущенный 1 декабря 1991 года. Является последним синглом группы, записанным при участии бас-гитариста Тайдзи и изданным под названием X. Сторона «Б» содержит концертную версию песни «Silent Jealousy», записанную 12 ноября 1991 года в «Иокогама Арене». Обе песни изначально включались в альбом Jealousy.
Кавер-версия заглавной песни вошла в альбом Global Trance 2 поп-группы Globe, в которой Ёсики состоял недолгое время. Также она использовалась в качестве музыкальной темы дорамы Lullaby Keiji (яп. ララバイ刑事).

## Коммерческий успех
Сингл достиг 3-го места в еженедельном чарте Oricon и пребывал в нём 25 недель. К 1992 году его продажи составили 537 790 копий, таким образом «Say Anything» стал 33-м самым продаваемым синглом года и получил платиновую сертификацию Японской ассоциации звукозаписывающих компаний.

## Список композиций
Автор всех композиций — Ёсики.
| №  | Название                              | Длительность |
| -- | ------------------------------------- | ------------ |
| 1. | «Say Anything»                        | 8:39         |
| 2. | «Silent Jealousy» (концертная версия) | 7:49         |

## Участники записи
- Тоси — вокал
- Пата — гитара
- Хидэ — гитара
- Тайдзи — бас-гитара
- Ёсики — ударные, клавишные